# Pretoriamyia sellifera
Pretoriamyia sellifera är en tvåvingeart som beskrevs av Fritz Isidore van Emden 1947. Pretoriamyia sellifera ingår i släktet Pretoriamyia och familjen parasitflugor. Inga underarter finns listade i Catalogue of Life.